# Heseveld
Heseveld is een wijk in de gemeente Nijmegen uit eind jaren veertig en begin jaren vijftig. Op 1 januari 2023 telde de wijk 6.005 inwoners, verdeeld over 2.970 woningen, met een gemiddelde WOZ-waarde van € 324.000, op een oppervlakte van 0,97 km².

## Geschiedenis

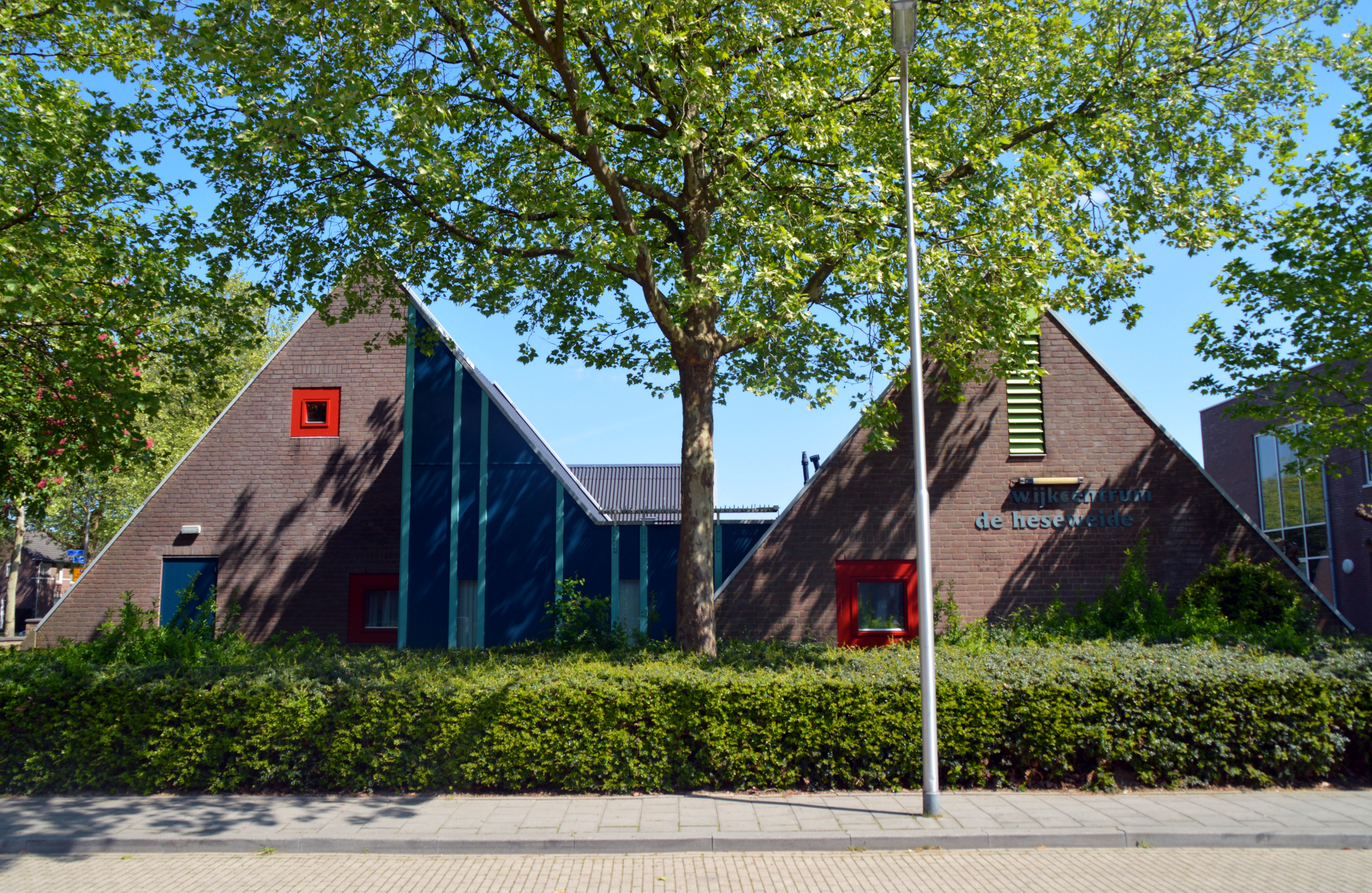
Wijkcentrum Hees, Heseveld, Neerbosch Oost

De wijk is gebouwd volgens een gridsysteem en kent een menging van laagbouw en etagebouw met gazons ertussen. De noordkant van de wijk (wat ruimer) en de zuidkant (aan de overzijde van de Graafseweg, deels vooroorlogs) wijken af van deze structuur. De wijk is origineel een onderdeel van het voormalig dorp Hees (Nijmegen) daar het de landbouwakkers van het voormalige dorp betrof. De wijk wordt dan ook vaak als 'Hees-Heseveld' benoemd. Bij de Volkstelling 1947 lag het grootste gedeelte van Heseveld in de buurt Hees. Het gebied tussen de Graafseweg en de spoorlijn Tilburg – 's-Hertogenbosch – Nijmegen lag in de buurt Goffert. Hees werd bij de Woningtelling 1956 opgesplitst in de buurten Dorp Hees en Heseveld.
Door het groen tussen de woningen is er een levendigheid ontstaan die hier en daar wordt versterkt door oudere panden en in het centrum door de markt (Daniëlsplein). Voorts zijn er fraaie voorbeelden van "Bossche Schoolarchitectuur" te vinden. Aan de randen van de wijk bevinden zich "fysieke" barrières (Graafseweg en spoorlijn).
Na een terugloop in de jaren tachtig is het bevolkingsaantal gestabiliseerd. De samenstelling van de bevolking is gemiddeld; allochtone inwoners zijn licht oververtegenwoordigd.
De voormalige rooms-katholieke O.L.V. ten Hemelopnemingkerk uit 1962, een gemeentelijk monument ook bekend als Daniëlskerk, is ontworpen door de architect L.A.J. de Bruijn van het architectenbureau Benning en Fokker uit Nijmegen. In 2007 werd de kerk verbouwd tot appartementencomplex voor mensen met een verstandelijke beperking.

## Buurten
De woningvoorraad bestaat uit een menging van koop- en huurwoningen in de lagere prijsklassen. Mede in samenhang hiermee is het sociaal-economisch profiel van de wijk bescheiden.
De volgende buurtjes zijn te onderscheiden:
- Jerusalem, aan de zuidoostkant van de wijk; kleine laagbouw en smalle straten.
- De Planetenbuurt aan de noordoostkant, met etage- en laagbouw.
- Afrika- en Bouwmeesterbuurt (Nijmegen) rondom de Daniëlsweg (etage- en laagbouw in de huursector).
- Hoog-Heseveld (tussen Graafseweg en spoorlijn) met als onderdeel de Muntmeestersbuurt

## Openbaar vervoer
De wijk grenst zuidoostelijk aan station Nijmegen Goffert. Het station wordt vier keer per uur in de richtingen station Nijmegen Centraal en Wijchen bediend. Ook lopen meerdere buslijnen via de Graafseweg en via de Krugerstraat/Molenweg richting Station Nijmegen Centraal, Uden, Grave en de wijken Neerbosch-Oost, Lindenholt en station Nijmegen Dukenburg.

## Sport
Aan de Dennenstraat is Omnivereniging Quick 1888 gehuisvest. Hier wordt Cricket, Voetbal en tennis beoefent. De herenafdeling van het voetbal is een van de weinige amateurelftallen in bezit van de KNVB beker. Naast Quick is Sporthal OC Huisman gevestigd en opende in oktober 2018 de stichting Talent Centraal de SportQube op hetzelfde terrein.

## Fotogalerij

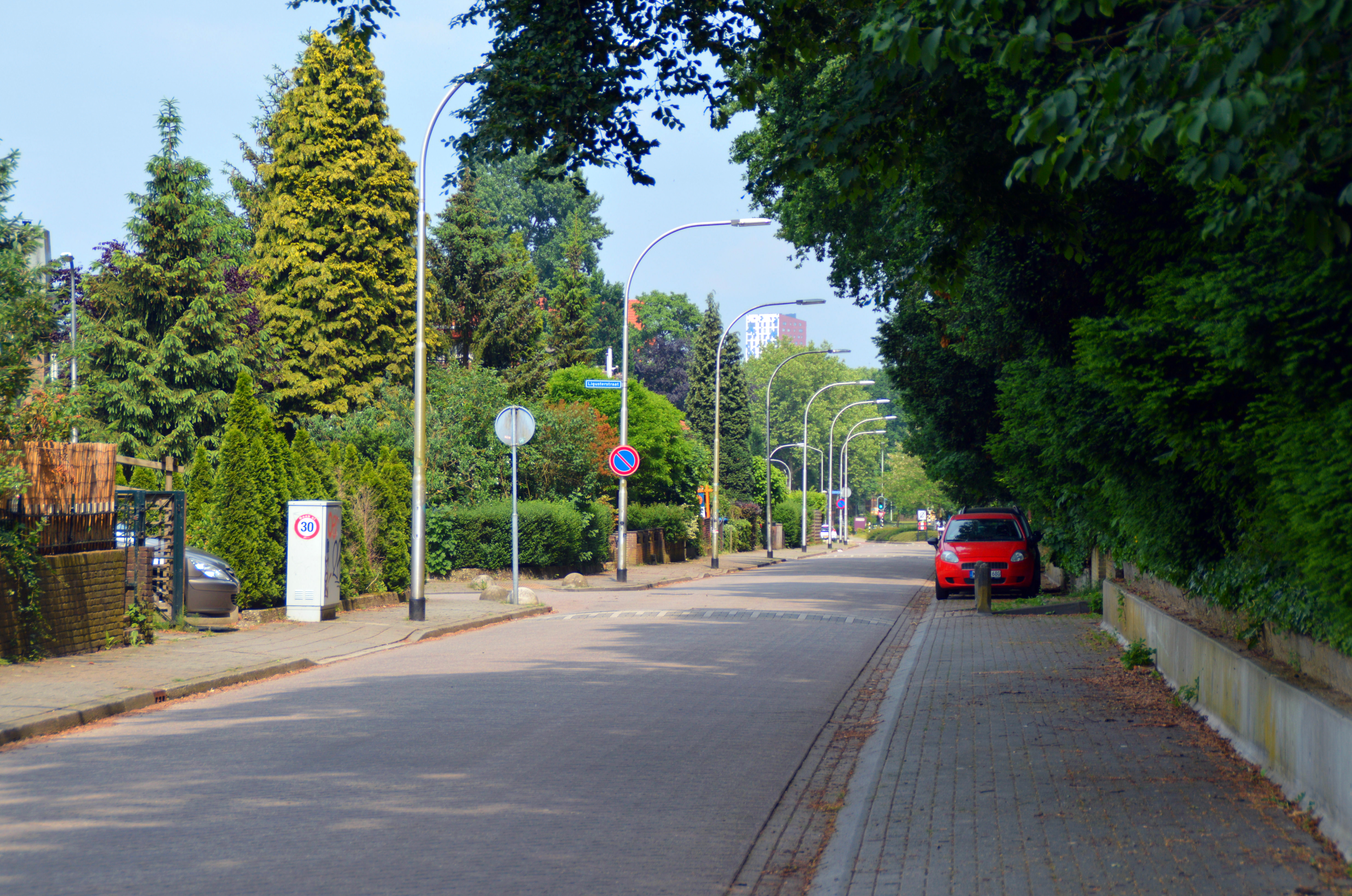
Oude Graafseweg
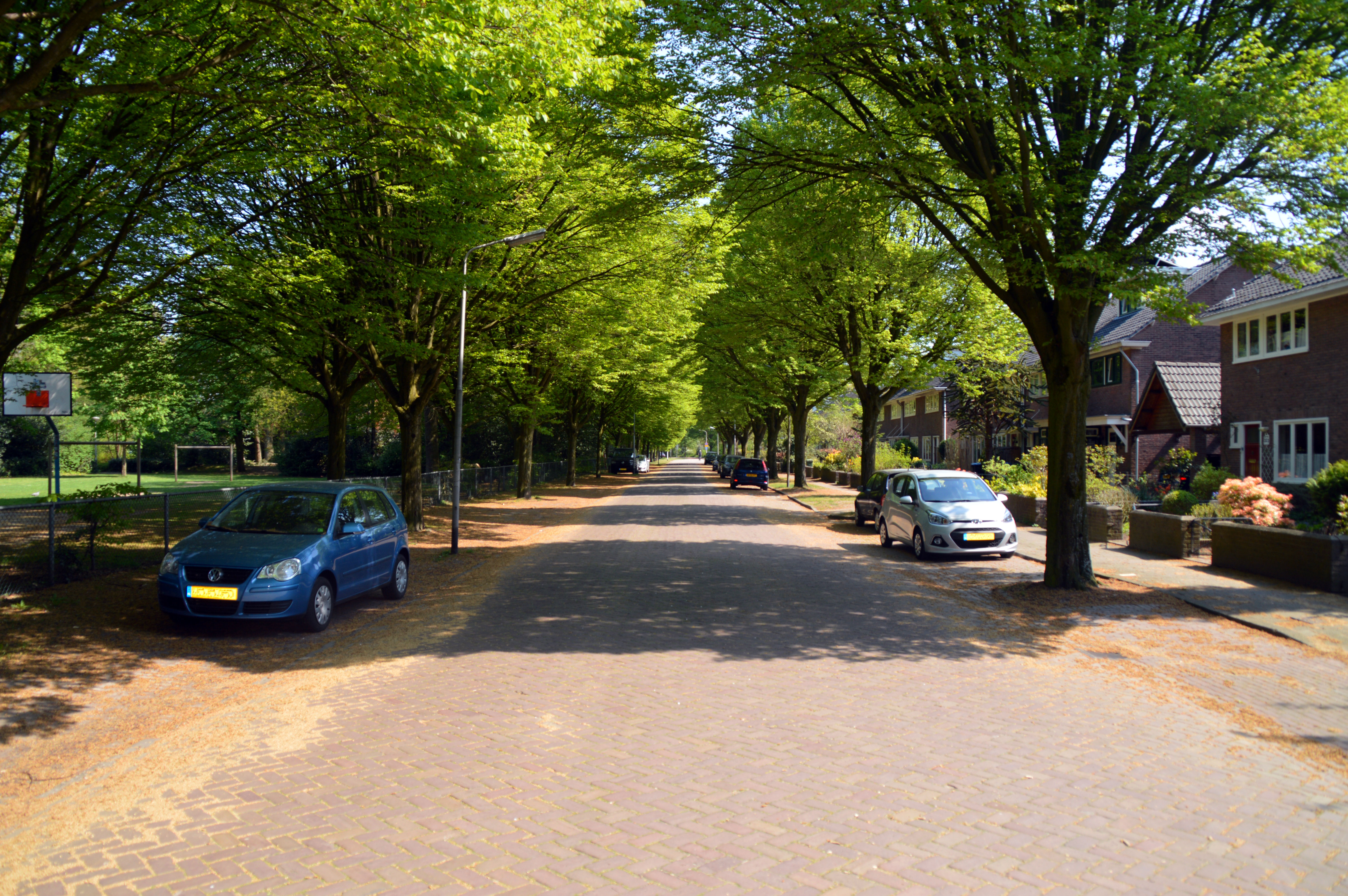
Hoog Heseveld
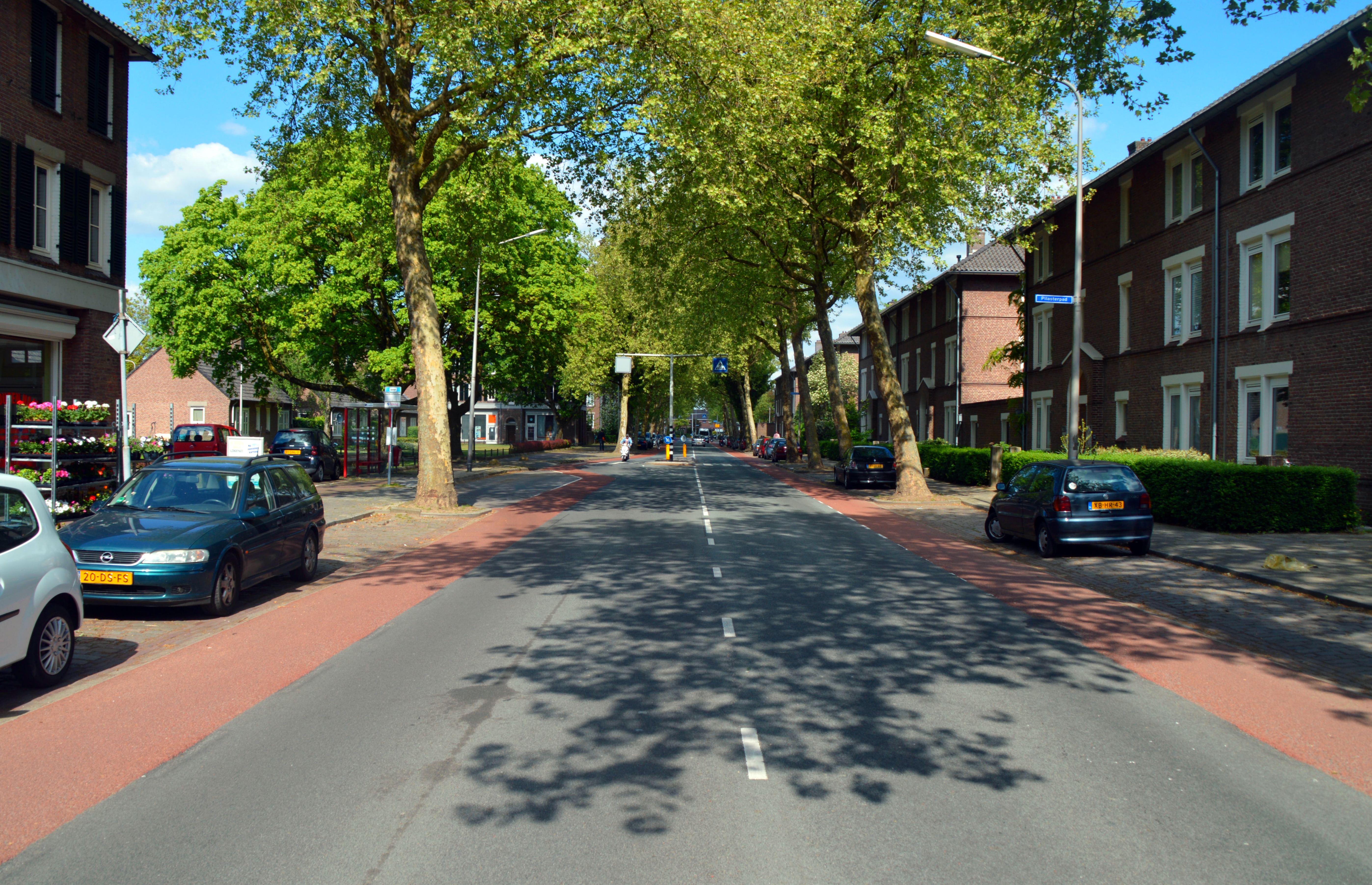
Paul Krugerstraat
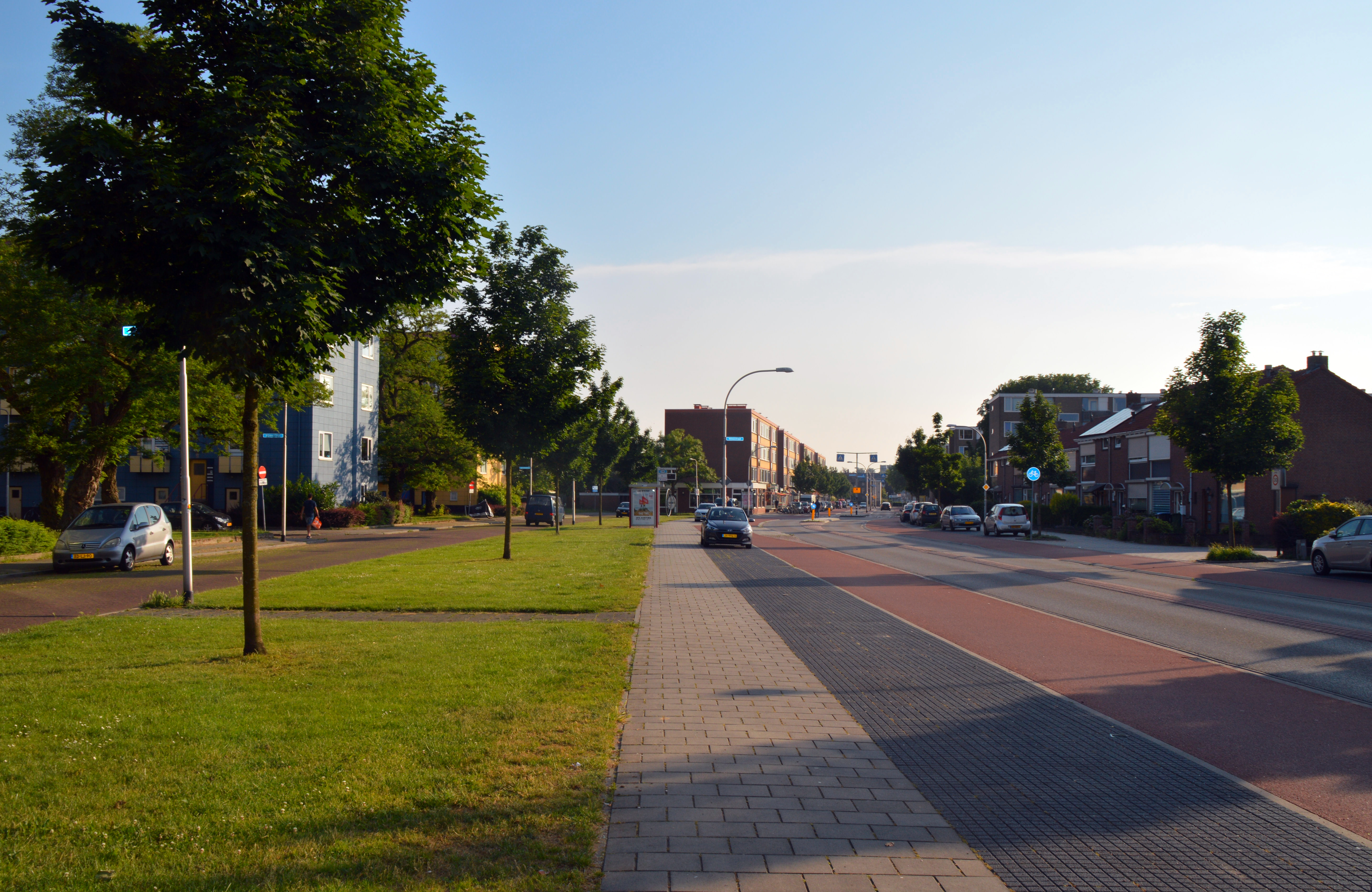
Molenweg
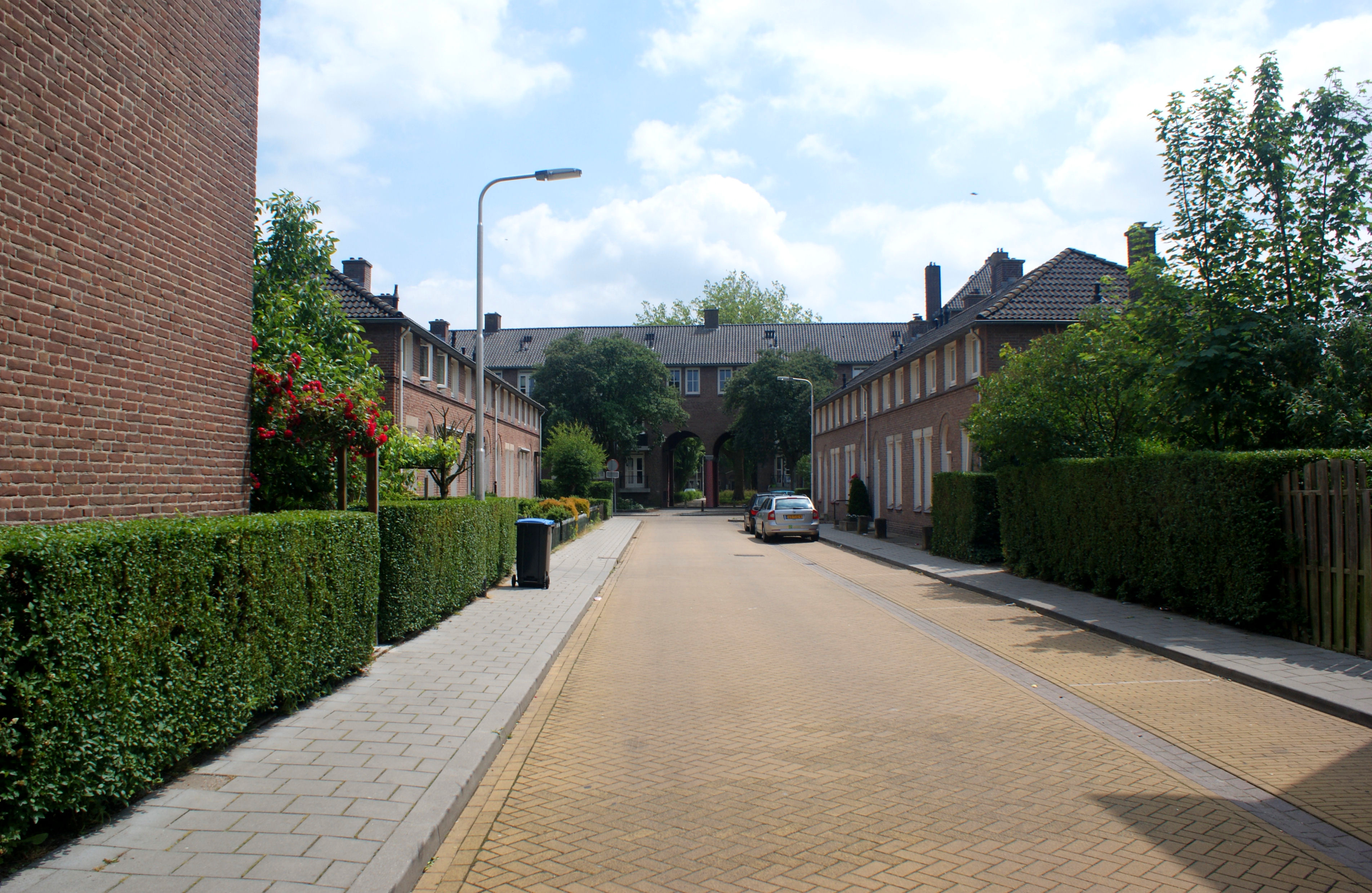
Keldermansstraat
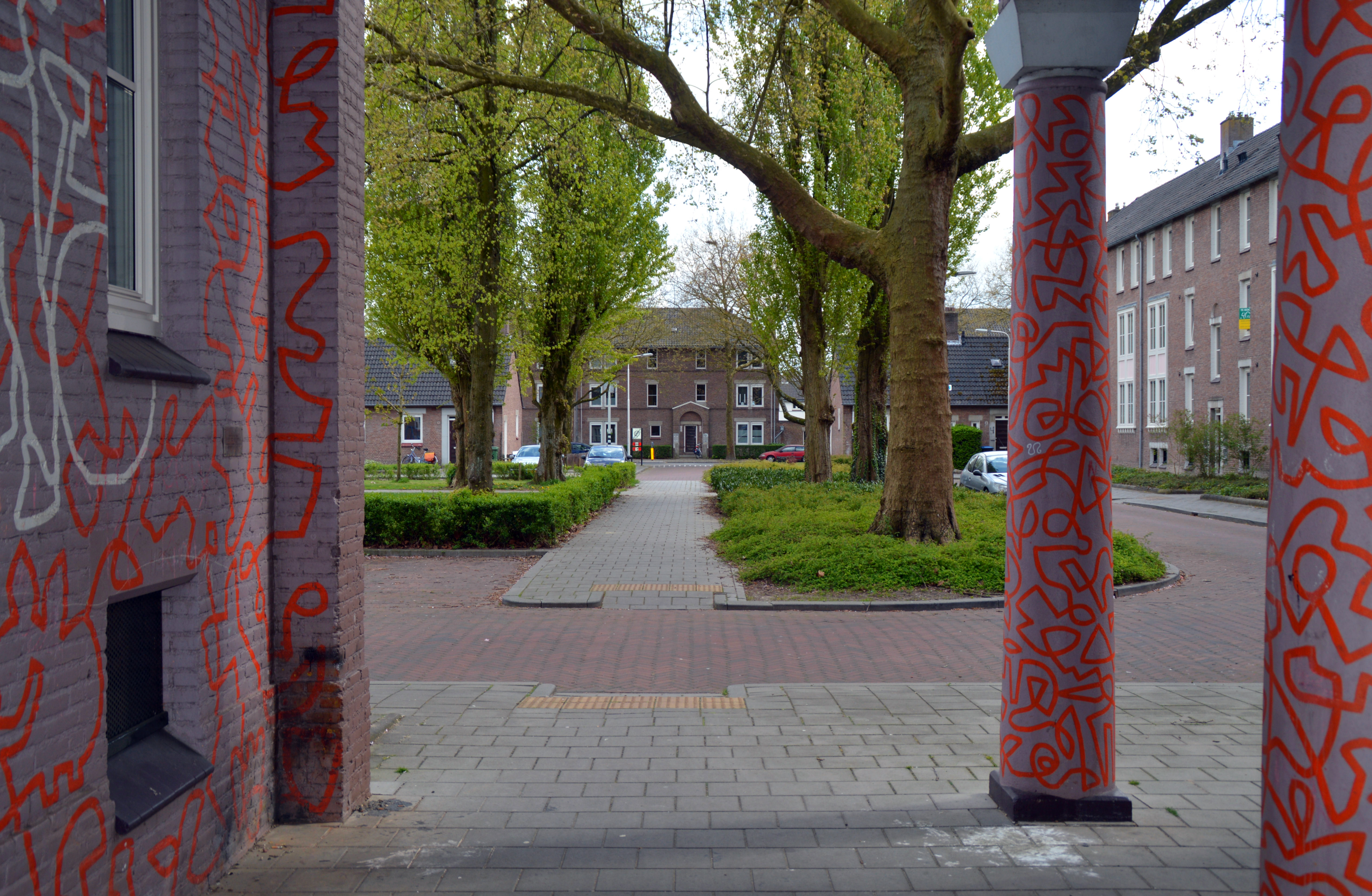
Pieter Postplein
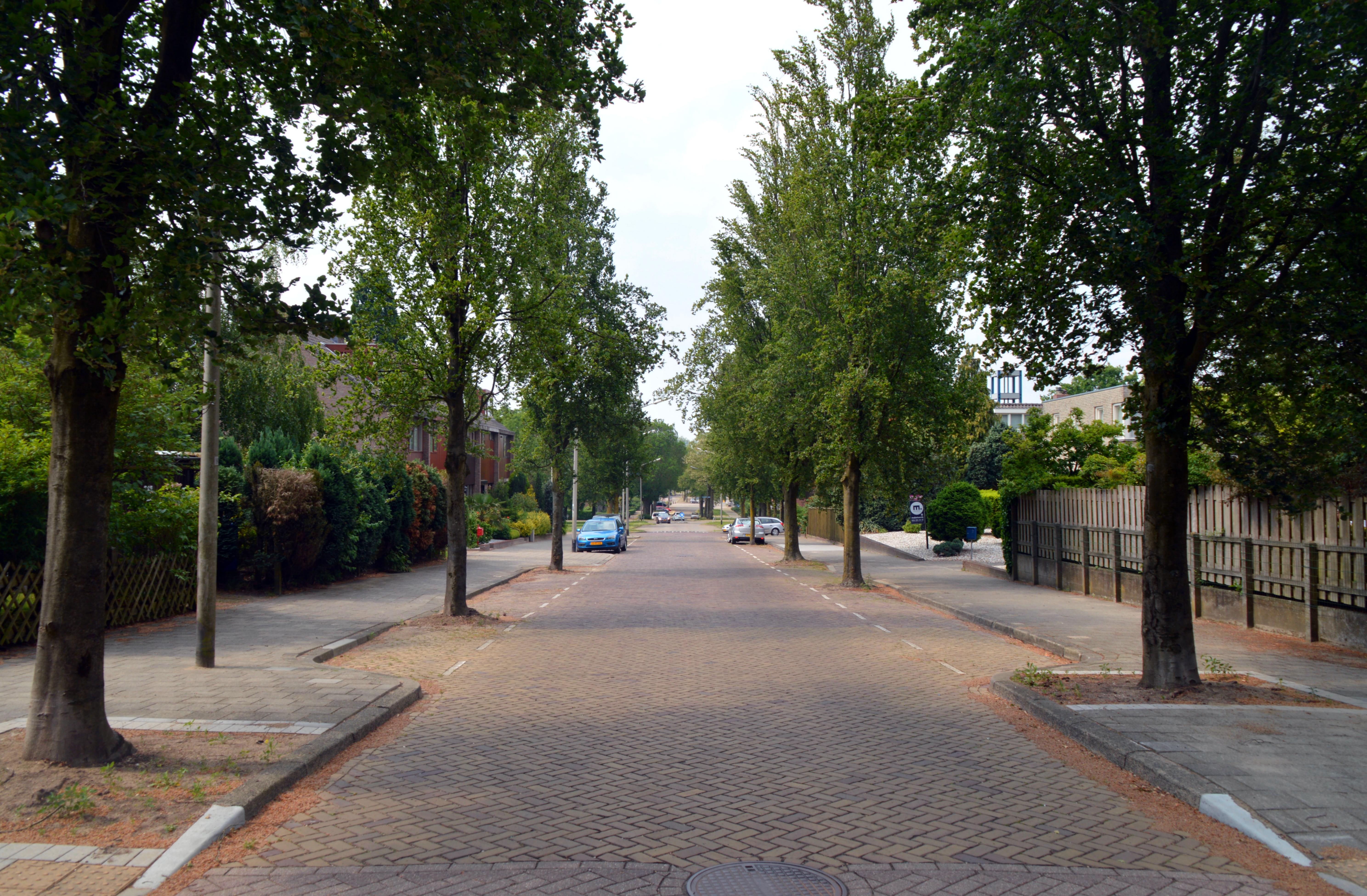
Daniëlsweg
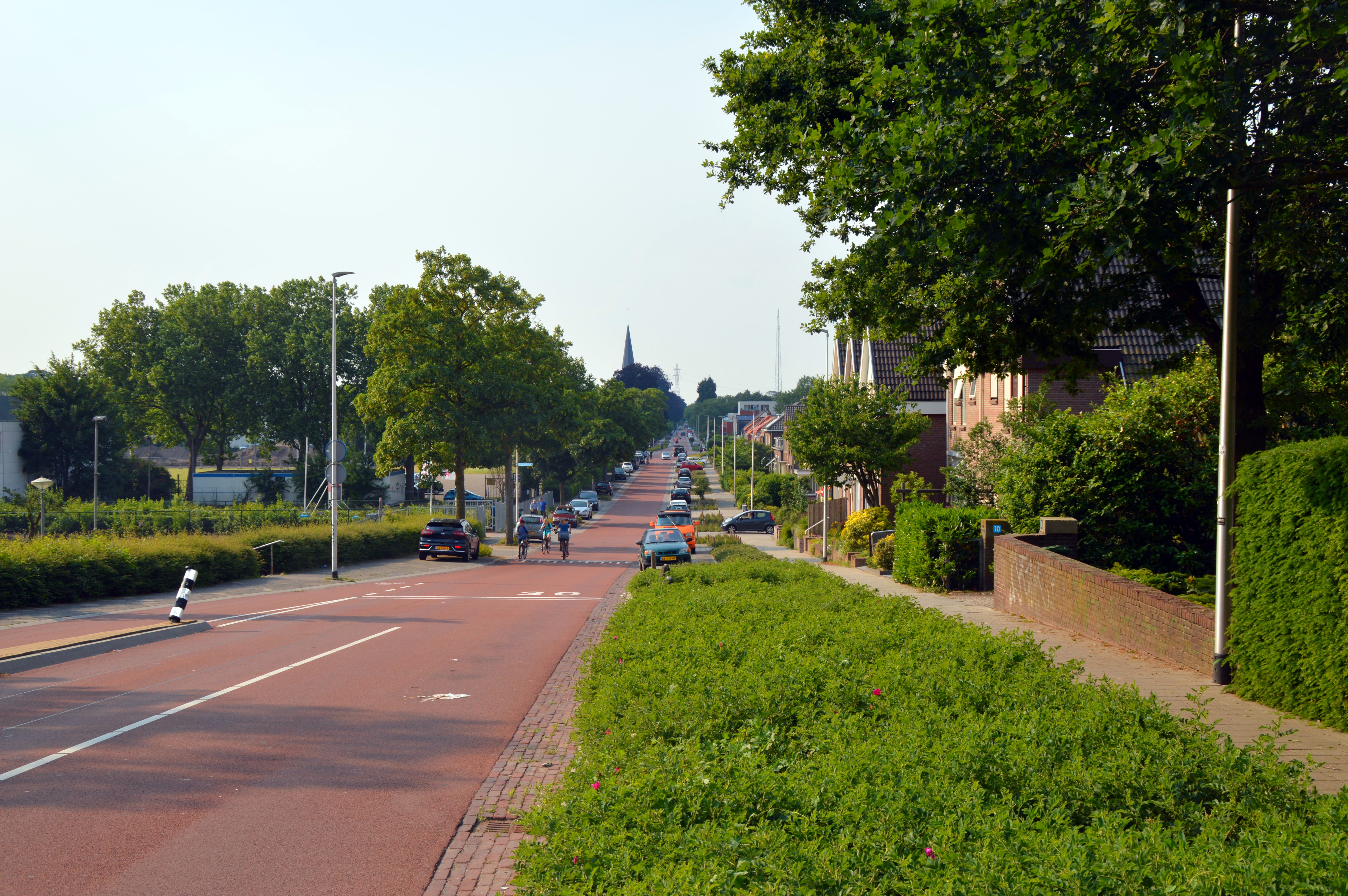
Dennenstraat
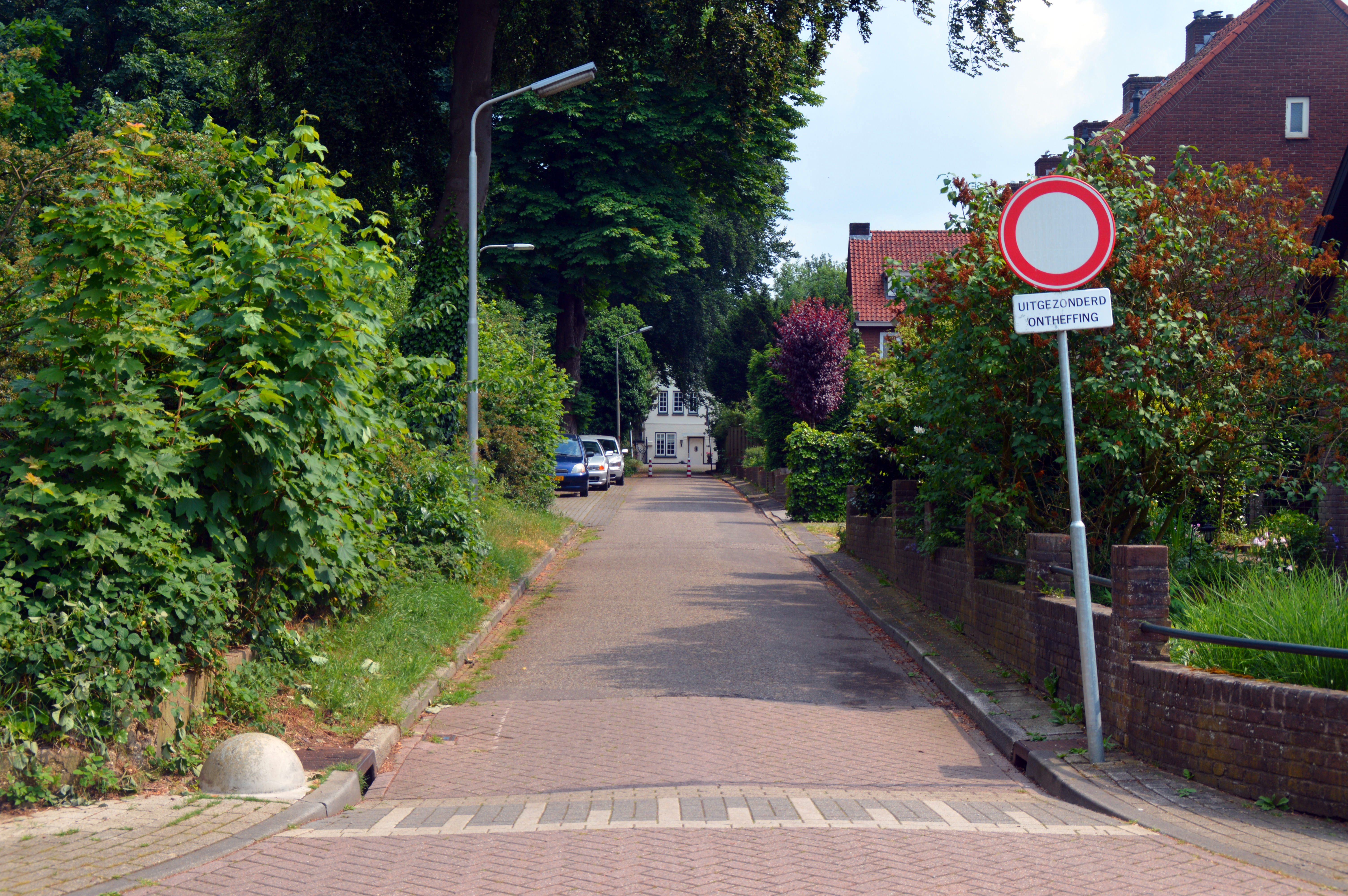
Verbindingsweg
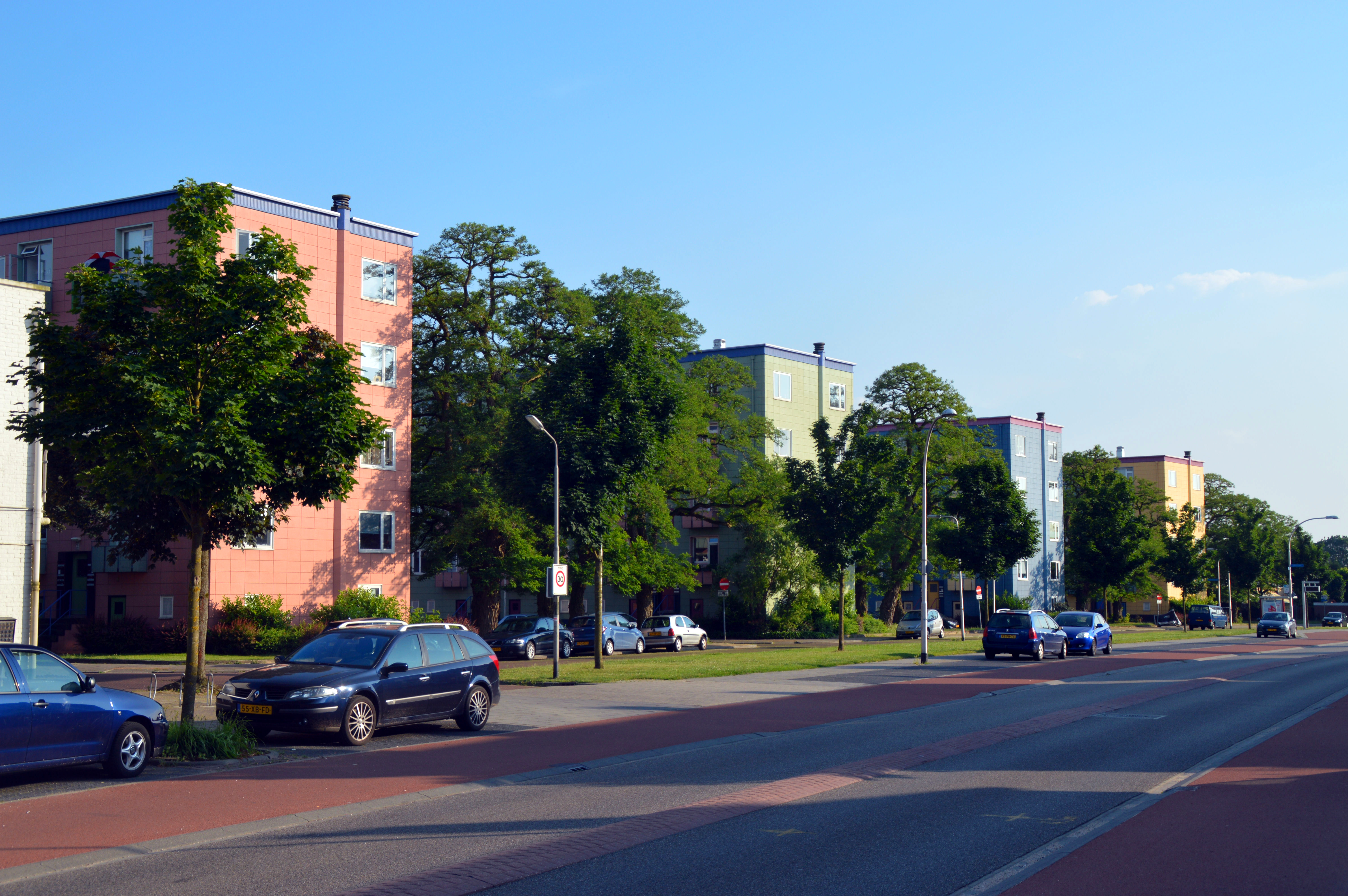
Airey-woningen Jerusalem
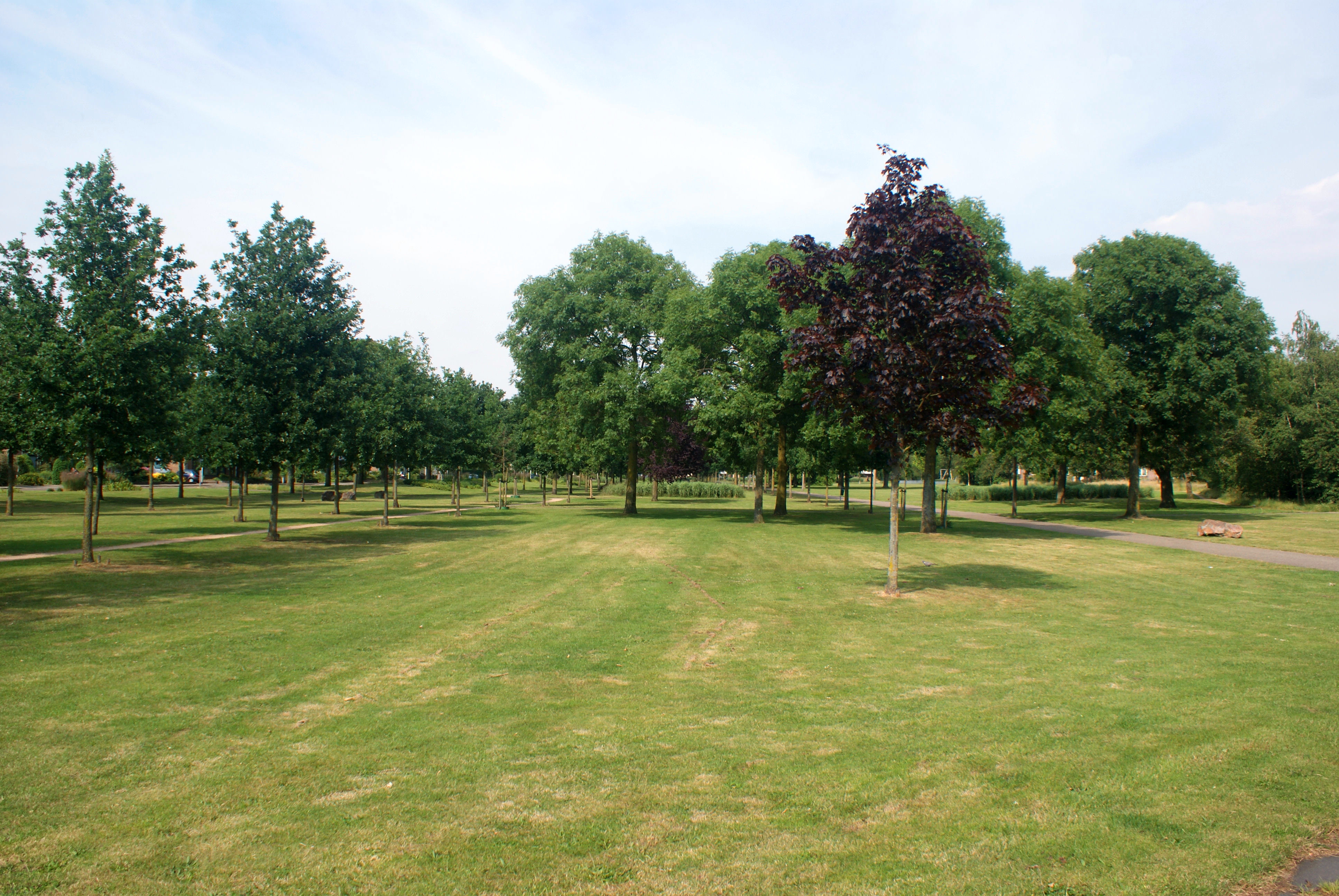
Stadspark Hees
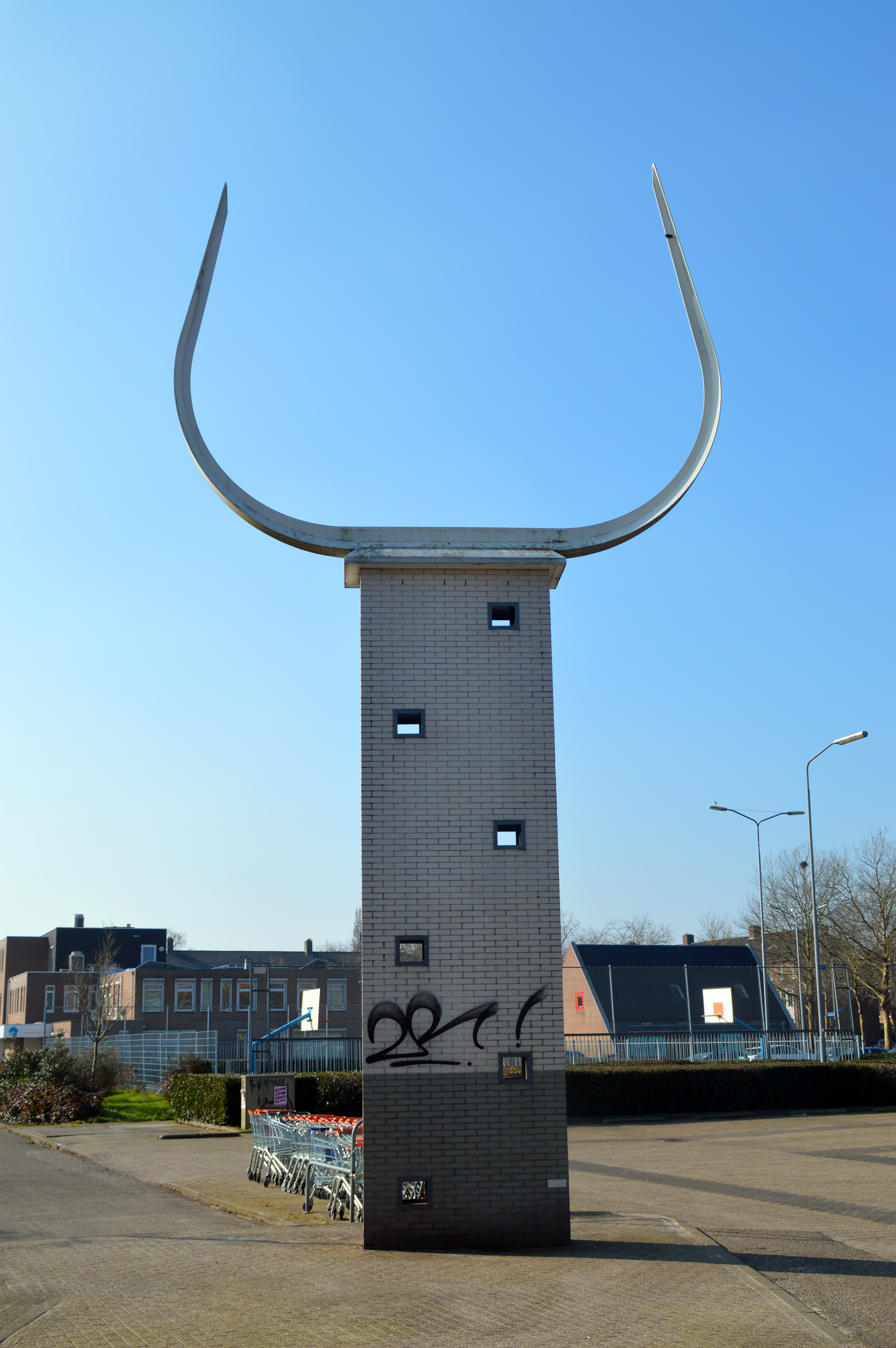
'Stier van Hees'

## Bekende oud-inwoners
- Alex van Halen
- Eddie van Halen
- Frank Boeijen